# 鳥原光憲
鳥原 光憲（とりはら みつのり、1943年3月12日 - ）は、日本の実業家で、元サッカー選手、指導者。東京ガス株式会社代表取締役元社長。

## 略歴

### 企業人として
東京都出身。1967年に東京大学経済学部を卒業し東京ガス株式会社に入社。
1992年総合企画部経営企画グループマネージャー、1993年神奈川事業本部計画部長、1996年原料部長、1998年取締役原料部長。これまで商社任せだった液化天然ガス(LNG)調達に道筋を付けるべく東京電力と共にオーストラリア北部のガス田開発に出資。さらに自社LNG船を導入して輸送事業に参入。東京電力との協調体制を築いた。2000年常務取締役。
2002年取締役常務執行役員企画本部長。会社の中期経営計画をまとめ上げる強い求心力を発揮した。2003年代表取締役副社長執行役員企画本部長、コーポレート・コミュニケーション本部長を歴任。
2006年4月、代表取締役社長執行役員に昇格。社長就任の挨拶では「東京電力とは好敵手の関係を維持しつつ、協調を強化する」と述べ、電力会社によるオール電化住宅の普及攻勢に対しては、地域密着型営業体制の再構築を図り、「東京ガスライフバル」の編成を進めることで対抗した。
また、茨城県日立市における液化天然ガスの新基地建設に道筋を付けるなど、温室効果ガスの削減対策にも取り組んだ。
2010年4月から2014年までは取締役会長。後に相談役。

### サッカー人として
幼少期は川上哲治に憧れて野球に明け暮れたが、小石川高校を機にサッカーの面白さに取りつかれた。ポジションはミッドフィールダー。豊富なスタミナと運動量でチームを助け、得意のロングシュートでゴールに絡むプレースタイルだった。東京大学ア式蹴球部の創設90年記念誌では、日産自動車サッカー部（現在の横浜F・マリノス）の安達二郎、住友金属工業蹴球団（現在の鹿島アントラーズ）の石田金次郎と共に、Jリーグクラブの基礎を作ったOBとして特集されている。
サッカーが縁で東京ガスに入社したとのことで、入社後も同社サッカー部（現在のFC東京）に所属。30歳までプレーを続け、1980年からは監督を務めた。1993年からはサッカー部部長に就き、大熊清を中央大学から呼び戻すなど体制作りに力を注いだ。さらに、Jリーグ2部制導入（J2の創設）が決まる頃には、上司であり旧JFL評議員だった上原英治と共に、Jリーグ参入のための準備に奔走。東京フットボールクラブ株式会社（FC東京運営法人）を設立し、企業人として培った人脈を活かして同社を複数の会社による出資とする形態へと結びつけた。鳥原が地域密着性の高いエネルギー関係企業を中核にしたいと考えて協力を取り付けた東京電力（TEPCO）及び新日本石油（ENEOS）、さらに東京ガスを加えた3社は長年に渡りFC東京のユニフォームロゴスポンサーとして名を連ねていた。
その後も幾度と無くFC東京のホームスタジアムである味の素スタジアムへサッカー観戦に訪れている。
他スポーツに対する理解もあり、2009年、東京ガス硬式野球部が8年ぶりに都市対抗野球大会出場を決めた際には、「涙が出るほどうれしかった」と語っている。
2011年6月、「スポーツに熱心な企業経営者」として日本障がい者スポーツ協会会長兼日本パラリンピック委員会委員長（後に会長）に就任。2020年東京パラリンピックに向けた啓発に取り組んでいる。

## その他の役職
- 社団法人日本ガス協会会長 (2010年6月-2013年6月)
- 財団法人浩志会評議員
- 日本商工会議所特別顧問[13]
- 東京商工会議所副会頭[14] / 環境委員会委員長[15]
- 日本IR協議会理事
- 社団法人日本動力協会理事
- 社団法人リビングアメニティ協会理事
- 民間外交推進協会副会長・理事
- 財団法人国際超電導産業技術研究センター理事
- 財団法人ベターリビング監事
- 社団法人日本エネルギー学会評議員
- 財団法人省エネルギーセンター理事
- 財団法人地球産業文化研究所理事
- 財団法人地球環境産業技術研究機構理事
- 財団法人がん研究会理事
- 東京フットボールクラブ株式会社 取締役[16]